# الوطنية للعمارة والإنشاء في أرمينيا
الجامعة الوطنية للعمارة والإنشاء في أرمينيا (بالأرمنية: Ճարտարապետության և շինարարարության Հայաստանի ազգային համալսարան, ՃՇՀԱՀ)، هي جامعة حكومية في يريفان، أرمينيا.

## التاريخ
عند تأسيس جامعة يريفان الحكومية عام 1921، تمّ ضمن اقسامها افتتاح مدرسة تقنيّة. أول دفعة تخرجت من هذه المدرسة في عام 1928. وفي تموز يوليو 1930 تم تأسيس المعهد الأرمني لللإنشاء، والذي ضم أقسام العمارة والإنشاء،  الهيدرولوجيا، والهندسة الكيميائية، وكان المعماري ميكاييل مازمانيان أول عميد له.
في 11 تموز يوليو 1989، وبالاعتماد على أقسام ومقاعد جامعة أرمينيا الحكومية للهندسة، تم تأسيس معهد العمارة والإنشاء بقرار من مجلس وزراء جمهورية أرمينيا السوفيتية الاشتراكية. في العام 2000 تمت إعادة تسميتها لتصبح جامعة يريفان الحكومية للعمارة والإنشاء، أول عميد للجامعة كان أريست باكلاريان والذي خدم من 1989 حتى 2006، ومنذ ذلك الحين استلم البروفيسور هوفانيس توكماجيان العمادة. 
في العام 2014 تم تغيير التسمية لتصبح الجامعة الوطنية للعمارة والإنشاء في أرمينيا.

## الكليات
توجد حالياً في الجامعة 5 كليات:
- كلية العمارة.
- كلية التصميم والسياحة.
- كلية الإدارة والتكنولوجيا.
- كلية الاقتصاد الحضري والتكنولوجيا
- كلية الإنشاء (الهندسة المدنية)

## وصلات خارجية
- الموقع الرسمي